# Jonathan Agudelo
Jonathan Alexander Agudelo Velásquez (Medellín, Antioquia, Colombia, 17 de diciembre de 1992) es un futbolista colombiano que juega como delantero en el Cúcuta Deportivo de la Categoría Primera B.
Con 65 goles anotados en el Cúcuta Deportivo, Agudelo es el quinto goleador histórico de la institución, siendo superado por José Omar Verdún (169),  Bibiano Zapirain (89),  Luis Miloc (80) y Hugo Horacio Londero (70).

## Trayectoria

### Millonarios
Agudelo llegó a Millonarios a inicios del año 2013 proveniente del equipo aficionado Londo Bello de la Liga Antioqueña de Fútbol.
Debutó como profesional el miércoles 15 de agosto de 2013 en el partido que Millonarios derrotó 2-0 al Junior de Barranquilla en el Estadio El Campín de Bogotá en cumplimiento del partido de vuelta de la semifinal de la Copa Colombia 2013 del Fútbol Profesional Colombiano. El técnico Hernán Torres le dio la oportunidad de debutar y reemplazó a Yhonny Ramírez al minuto 64 del partido.
Su debut en la Categoría Primera A fue en el partido que Millonarios venció 3-0 a Once Caldas en el Estadio El Campín el sábado 17 de agosto de 2013 ingresando en el minuto 71 del partido por Mayer Candelo.
Anotó su primer gol como profesional en la victoria de Millonarios sobre Once Caldas 3-1 el sábado 7 de diciembre de 2013 en cumplimiento de la sexta fecha de los cuadrangulares semifinales del Torneo Finalización 2013.

Marcaría su primer gol en torneos internacionales el 28 de agosto de 2014 en el partido que Millonarios empató 2-2 con Universidad César Vallejo Club de Fútbol de Perú por el partido de vuelta de la primera ronda de la Copa Sudamericana 2014 en la ciudad de Trujillo, Perú.
Agudelo marcó su primer doblete en la victoria de Millonarios 2-0 sobre Patriotas Fútbol Club en el Estadio El Campín el sábado 7 de febrero de 2015 en el cumplimiento de la segunda fecha del Torneo Apertura 2015 de la Categoría Primera A.

### Santa Fe
El 1 de julio de 2016 es confirmada su vinculación con  Independiente Santa Fe por tres años. Para 2016 se corona campeón del Torneo Finalización 2016 derrotando al Deportes Tolima.

### Jaguares de Córdoba
Para enero de 2017 llega a Jaguares de Córdoba de la Categoría Primera A colombiana. Debuta el 4 de febrero por la primera fecha de la Liga en la victoria por la mínima frente al Deportes Tolima.

### Cúcuta Deportivo
En julio pasa al Cúcuta Deportivo siendo su primera experiencia en la Categoría Primera B de Colombia. Debuta el 13 de septiembre con gran expectativa en el empate a cero goles frente a Universitario de Popayán. Su primer gol de 2017 lo marca el 18 de septiembre en la victoria 3 a 2 como visitantes en casa del Real Cartagena. Su primer doblete lo hace el 16 de octubre en el empate a dos goles frente a Itagüí Leones por la ida de las semifinales de Liga. Termina con cinco goles en diez partidos.
Su primer gol de 2018 lo hace el 19 de febrero en el empate a un gol como visitantes en casa del Barranquilla FC. El 20 de marzo le da la victoria a su club 2 por 1 sobre el Deportivo Pereira para mantener el liderato de la Liga, cinco días después marca su primer doblete del año dándole la victoria 2 por 0 sobre Bogotá FC.

Su primer gol en el segundo semestre del año lo hace el 31 de julio de tiro penal para el empate a un gol contra Barranquilla FC. Marca doblete el 15 de octubre en la victoria 3 por 1 sobre Atlético FC. El 28 de octubre marca el gol de la victoria por la mínima de tiro penal sobre Cortulua en los cuadrangulares finales. El 26 de noviembre por la gran final de la Categoría Primera B abre el marcados para el 2-0 final contra el Unión Magdalena consagrándose campeón de la Primera B 2018, siendo además la gran figura del equipo y uno de los goleadores del torneo con 17 goles.
En el debut del Cúcuta en el Torneo Apertura 2019 marca doblete para la goleada 3 por 0 sobre Rionegro Águilas. En su tercer partido marca el único gol de su equipo en el empate a un gol contra Envigado FC como locales.
Ante la crisis del Cúcuta Deportivo en 2020 dónde el Ministerio del Deporte notificó al equipo sobre la suspensión de su reconocimiento deportivo por una investigación que arrojó incumplimientos laborales entre el 31 de diciembre de 2018 y el 31 de agosto de 2019, Agudelo se marcha para militar en Gimnasia y Esgrima de la Plata en la primera división del fútbol argentino.
Para su regreso al equipo Motilon en el Torneo de la primera B 2022-II el jugador se convierte en uno de los referentes históricos del club al superar los 41 goles ingresando así en el Top 10 donde su máximo goleador es José Omar Verdún con 169 goles.

### Gimnasia y Esgrima de la Plata
El 23 de diciembre de 2019 por petición del entrenador Diego Armando Maradona y su asistente Gallego Méndez se confirma como nuevo jugador de Gimnasia y Esgrima de la Primera División de Argentina cedido por seis meses con opción de compra. El 31 de enero de 2020 debuta con gol para el empate a un gol como visitantes ante CA Huracán.

## Estadísticas
| Club                           | Div.                | Temporada           | Liga  | Liga  | Copa Nacional | Copa Nacional | Copa Internacional | Copa Internacional | Total | Total | Prom. · |
| Club                           | Div.                | Temporada           | Part. | Goles | Part.         | Goles         | Part.              | Goles              | Part. | Goles | Prom. · |
| ------------------------------ | ------------------- | ------------------- | ----- | ----- | ------------- | ------------- | ------------------ | ------------------ | ----- | ----- | ------- |
| Millonarios · Colombia         | 1ª                  | 2013                | 5     | 1     | 3             | 0             | -                  | -                  | 8     | 1     | 0.13    |
| Millonarios · Colombia         | 1ª                  | 2014                | 20    | 2     | 9             | 0             | 2                  | 1                  | 31    | 3     | 0.1     |
| Millonarios · Colombia         | 1ª                  | 2015                | 35    | 9     | 1             | 1             | -                  | -                  | 36    | 10    | 0.28    |
| Millonarios · Colombia         | 1ª                  | A-2016              | 8     | 0     | 3             | 0             | -                  | -                  | 11    | 0     | 0       |
| Millonarios · Colombia         | Total               | Total               | 68    | 12    | 16            | 1             | 2                  | 1                  | 86    | 14    | 0.16    |
| Santa Fe · Colombia            | 1ª                  | F-2016              | 7     | 0     | 2             | 0             | -                  | -                  | 9     | 0     | 0       |
| Jaguares de Córdoba · Colombia | 1ª                  | A-2017              | 7     | 0     | 1             | 0             | -                  | -                  | 8     | 0     | 0       |
| Cúcuta Deportivo · Colombia    | 2ª                  | F-2017              | 10    | 5     | -             | -             | -                  | -                  | 10    | 5     | 0.5     |
| Cúcuta Deportivo · Colombia    | 2ª                  | 2018                | 33    | 17    | 4             | 1             | -                  | -                  | 37    | 18    | 0.49    |
| Cúcuta Deportivo · Colombia    | 1ª                  | 2019                | 36    | 14    | -             | -             | -                  | -                  | 36    | 14    | 0.39    |
| Gimnasia y Esgrima Argentina   | 1ª                  | 2020                | 4     | 1     | 1             | 0             | -                  | -                  | 5     | 1     | 0.2     |
| Hapoel Be'er Sheva Israel      | 1ª                  | 2020-21             | 23    | 0     | -             | -             | 7                  | 2                  | 30    | 2     | 0.07    |
| Águilas Doradas · Colombia     | 1ª                  | F-2021              | 3     | 0     | -             | -             | -                  | -                  | 3     | 0     | 0       |
| Águilas Doradas · Colombia     | 1ª                  | A-2022              | 8     | 2     | -             | -             | -                  | -                  | 8     | 2     | 0.25    |
| Águilas Doradas · Colombia     | Total               | Total               | 11    | 2     | -             | -             | -                  | -                  | 11    | 2     | 0.18    |
| Cúcuta Deportivo · Colombia    | 2ª                  | F-2022              | 15    | 7     | -             | -             | -                  | -                  | 15    | 7     | 0.47    |
| Cúcuta Deportivo · Colombia    | 2ª                  | 2023                | 34    | 9     | 9             | 4             | -                  | -                  | 43    | 13    | 0.3     |
| Cúcuta Deportivo · Colombia    | 2ª                  | A-2024              | 20    | 8     | -             | -             | -                  | -                  | 20    | 8     | 0.4     |
| Uthai Thani Tailandia          | 1ª                  | 2024-25             | 12    | 4     | 1             | 0             | -                  | -                  | 13    | 4     | 0.33    |
| Cúcuta Deportivo · Colombia    | 2ª                  | F-2025              | 4     | 2     | 2             | 0             | -                  | -                  | 6     | 2     | 0.33    |
| Cúcuta Deportivo · Colombia    | Total               | Total               | 149   | 62    | 14            | 5             | -                  | -                  | 163   | 67    | 0.41    |
| Total en su carrera            | Total en su carrera | Total en su carrera | 261   | 79    | 33            | 6             | 9                  | 3                  | 303   | 88    | 0.29    |

## Palmarés

### Campeonatos nacionales
| Título              | Club             | País     | Año  |
| ------------------- | ---------------- | -------- | ---- |
| Categoría Primera A | Santa Fe         | Colombia | 2016 |
| Primera B           | Cúcuta Deportivo | Colombia | 2018 |

### Copas internacionales
| Título           | Club     | País  | Año  |
| ---------------- | -------- | ----- | ---- |
| Copa Suruga Bank | Santa Fe | Japón | 2016 |